# Labuť (Staré Sedliště)
Labuť (německy Labant) je vesnice, část obce Staré Sedliště v okrese Tachov v Plzeňském kraji. Nachází se asi pět kilometrů jihozápadně od Starého Sedliště. Je zde evidováno 76 adres. Trvale zde žije 98 obyvatel.
Labuť je také název katastrálního území o rozloze 4,99 km². Labuť leží i v katastrálním území Bohuslav o rozloze 5,44 km².

## Historie
První písemná zmínka o vesnici pochází z roku 1420.

## Obyvatelstvo
| Rok            | 1869 | 1880  | 1890  | 1900  | 1910  | 1921  | 1930 | 1950 | 1961 | 1970 | 1980 | 1991 | 2001 | 2011 | 2021 |
| -------------- | ---- | ----- | ----- | ----- | ----- | ----- | ---- | ---- | ---- | ---- | ---- | ---- | ---- | ---- | ---- |
| Počet obyvatel | 993  | 1 064 | 1 085 | 1 066 | 1 111 | 1 019 | 919  | 146  | 235  | 172  | 122  | 92   | 65   | 87   | 98   |
| Počet domů     | 152  | 159   | 161   | 166   | 175   | 179   | 202  | 82   | 56   | 44   | 34   | 33   | 33   | 37   | 41   |

## Obecní správa
Při sčítání lidu v letech 1850–1979 Labuť byla samostatnou obcí v okrese Tachov. Od 1. ledna 1980 je částí obce Staré Sedliště v okrese Tachov.

## Osobnosti
- Franz Bummerl (1927–2011), hudebník a hudební skladatel
- Ernst Schmutzer (1930–2022), fyzik
- Hubert Wolf (1934–1981), hudebník a dirigent